# Mike Genovese
 (avril 2012).
Si vous disposez d'ouvrages ou d'articles de référence ou si vous connaissez des sites web de qualité traitant du thème abordé ici, merci de compléter l'article en donnant les références utiles à sa vérifiabilité et en les liant à la section « Notes et références ».
Michael Genovese (né en 1942), plus connu sous le nom de Mike Genovese, est un acteur américain. 

## Biographie
Mike Genoveze est un acteur américain, né le 26 avril 1942 à Saint-Louis, dans le Missouri (États-Unis).
Il est la guest star à la fois sur Star Trek : La Nouvelle Génération (Star Trek: The Next Generation) et Star Trek : Deep Space Nine (Star Trek: Deep Space Nine). Dans Star Trek: The Next Generation, il est apparu comme l'holographique sergent de service dans la première saison épisode Le Long Adieu (The Big Goodbye) et dans DS9, il était Zef'No dans la deuxième saison épisode Le Cercle (The Circle).

## Filmographie
- 1981 : Le solitaire de Michael Mann : le barman du Green Mile
- 1984 : Ernie Kovacs: Between the Laughter de Lamont Johnson (téléfilm) : Detective #1
- 1984 : Shérif, fais-moi peur (The Dukes of Hazzard) (série TV) (saison 6, épisode 19 "Norman le parano") : Norman Willis